# Winter adé
Winter adé ist ein Dokumentarfilm von Helke Misselwitz mit dem Kameramann Thomas Plenert aus dem Jahr 1988. Er beschreibt ungewöhnlich offen die alltägliche Lebenssituation von Frauen in der DDR und gehört zu den wichtigsten DEFA-Dokumentarfilmen.

## Inhalt

### Übersicht
Auf einer (konstruierten) Zugfahrt befragt Helke Misselwitz Frauen an verschiedenen Orten nach ihrem Leben.
„Die Frauen, denen Helke Misselwitz begegnet, erzählen erstaunlich freimütig von Partnerschaft und Ehe, von Familie und Kindern, ihrem Arbeitsalltag und ihren persönlichen Träumen.“
Dabei werden die oftmals noch ungleichen Lebensbedingungen von Frauen in der DDR kritisch beschrieben, die trotz offizieller Gleichberechtigung weiter bestehen.
„Oft sind im Film Gleise zu sehen. Gleise, auf denen Züge in der Spur bleiben, die gewechselt werden können und die manchmal ins Nichts zu führen scheinen.“
Die Eisenbahnfahrt „steht als poetisches Zeichen für Veränderung. Bewegung in der Gesellschaft als Ausdruck dafür, daß es vorgeschriebene Gleise gibt, auf denen man gehen muß, daß Gleise auch abbrechen können, daß man Gleise wechseln kann, daß es Weichen gibt, die von außen gestellt werden“.
„Das titelgebende Lied ‚Winter adé‘ besingt den Abschied von der dunklen Jahreszeit und begrüßt den Frühling.“

### Ausführliche Beschreibung
Mit 40 Jahren fährt Helke Misselwitz nach Planitz bei Zwickau, um an der Eisenbahnschranke ihren Dokumentarfilm Winter adé zu beginnen. An dieser Stelle wurde sie 1947 im Krankenwagen unter der Mithilfe ihrer Großmutter geboren, und hier ist der Startpunkt für ihre Filmreise durch die DDR. Sie will erfahren, wie andere bisher gelebt haben und wie sie in Zukunft leben möchten und trifft Menschen, vorwiegend Frauen, auf der Arbeit und zu Hause.
Die 42-jährige Werbeökonomin Hiltrud Kuhlmann aus Berlin ist im Zug von Zwickau nach Altenburg die erste Interviewpartnerin. Im Abteil, in der Mitropa und auf dem Bahnsteig erzählt sie von ihren zwei Ehemännern, den zwei Kindern und von der Arbeit. In Altenburg trifft sich Helke Misselwitz mit einem Tanzlehrerehepaar, welchem die älteste Tanzschule der DDR gehört. Hier beobachten wir eine Tanzstunde und Lieselotte Schaller erzählt ihre Erlebnisse vor, während und nach dem Zweiten Weltkrieg. In einer Brikettfabrik begleitet Helke Misselwitz die 37-jährige Arbeiterin Christine Schiele, deren Aufgabe es ist, ständig mit einem großen Holzhammer an die Blechrohre und -kanäle zu klopfen, damit sich dort kein Kohlestaub festsetzen kann. Sie erzählt dann zu Hause aus ihrem Leben: Nach der siebten Klasse von der Schule abgegangen, einen Mann kennengelernt und eine Tochter bekommen. Dann hat Christine die Scheidung eingereicht, die sie jedoch auf Bitten ihres Mannes wieder zurückgenommen hat. Sie bekamen noch einen Sohn und dann wurde die Ehe geschieden. Die Tochter ist geistig behindert, und Christine erzählt noch über die speziellen Probleme und dass sie deshalb noch keinen neuen Partner gefunden hat. Doch ihr Sohn hilft ihr sehr viel.
Nach einem kurzen Besuch in einer Puppenklinik bei Frau Helene Wolf in Delitzsch trifft Helke Misselwitz unter einer Eisenbahnbrücke die zwei 17-jährigen Punks Kerstin und Anja. Beide sind die ganze Zeit mit dem Frisieren ihrer Haare beschäftigt. Ihr Hauptziel ist, irgendwo „rumzugammeln“, und deshalb hauen sie auch immer wieder von zu Hause ab. Nach den Dreharbeiten landen beide Mädchen in einem Jugendwerkhof. Wieder im Zug unterwegs, trifft das Filmteam auf eine junge Familie mit drei kleinen Kindern die erzählt, wie schwierig das Leben finanziell zu meistern ist.
In Berlin lernen wir das, anlässlich der 750-Jahr-Feier der Stadt, neu eingerichtete Hochzeitszimmer im Jugendtouristenhotel Egon Schultz in Berlin-Lichtenberg kennen. Dieses wird jetzt von dem seit sieben Tagen verheirateten Ehepaar Helga und Andreas Gerlach aus Greiz, Köchin und Versandarbeiter, eingeweiht. Es folgt eine Fahrt mit der U-Bahn bis zum Bahnhof Berlin Alexanderplatz. Auf die Frage, wie viele weibliche Fahrerinnen bei der U-Bahn in Berlin beschäftigt sind, kann die U-Bahnführerin keine Antwort geben. In einem Radio- und TV-Geschäft in der Friedrichstraße laufen auf mehreren Fernsehgeräten die Übertragungen vom festlichen Empfang des ZK der SED zum Internationalen Frauentag und die Aktuelle Kamera. Weiter im Zug, auf dem Weg nach Norden, werden vier junge Mädchen nach ihren Wünschen für die Zukunft befragt. In einem Autokino sehen wir Ausschnitte aus dem DEFA-Film Die Legende von Paul und Paula.
In Groß Fredenwalde feiert das Ehepaar Margarete und Hermann Busse seine Diamanthochzeit. Es ist schon eine Besonderheit, dass von den vielen Kindern und Enkelkindern noch keines geschieden ist. In einem Gespräch mit Margarete Busse allein erzählt sie, dass sie eigentlich einen besseren Mann verdient hätte. So gut, wie sie immer tun, ist er gar nicht. Auf dem Bahnhof von Neubrandenburg werden junge Männer zum Dienst in der Nationalen Volksarmee verabschiedet. Man sieht, dass der Abschied den Freundinnen und Familienangehörigen nicht leicht fällt. In der nächsten Szene sehen wir mehrere Frauen, die im Fischwerk Sassnitz filetierte Heringe in Büchsen legen und abwiegen. In der Pause erzählen sie dem Filmteam, was sie von den Männern halten. Manche würden ihr Leben anders gestalten wollen, hätten sie noch einmal die Möglichkeit dazu. Als letzte der interviewten Frauen kommt Erika Banhardt zu Wort. Sie ist 55 Jahre alt, Leiterin eines Kinderheims für Kinder aus auffälligen Familien und hat einen Sohn und eine Tochter. Eine Heirat hatte sie bisher für sich ausgeschlossen, da sie durch ihren Beruf so stark eingenommen wurde. Jetzt im Alter kann sie sich aber vorstellen, eventuell mit einem Mann zusammen zu leben.

## Produktion
Helke Misselwitz wurde 1985 vom DEFA-Studio für Dokumentarfilme vorgeschlagen, ihren ersten langen Dokumentarfilm zu drehen. Als sie davon ihrer Freundin Gudrun Plenert erzählte, schlug deren Mann Thomas Plenert sofort vor, der Film solle Winter adé heißen und er werde die Kamera übernehmen. (Er hatte in dieser Zeit schon preisgekrönte Filme mit mehreren renommierten DDR-Regisseuren gemacht.) Helke Misselwitz hatte aber große Mühe, mit ihrem Exposé über Frauen in der DDR auch die Genehmigung für die Erstellung des Filmes zu bekommen, was ihr dann erst im fünften Versuch (mit einer erfundenen Frauenbeschreibung) gelang. Der Grund dafür lag ihrer Meinung nach daran, dass die verantwortlichen Filmfunktionäre nur Männer waren, die kein ausreichendes Verständnis für ihre Anliegen entwickeln konnten.
Die geplanten Interviews und zufälligen Begegnungen und Aufnahmen entstanden zwischen 1986 und 1988. Die eine Zugfahrt, die im Film suggeriert wird, war eine filmische Konstruktion, die aus mehreren Einzelteilen zusammengesetzt wurde. Helke Misselwitz war zu dieser Zeit Meisterschülerin bei dem bekannten Spielfilmregisseur Heiner Carow an der Hochschule für Film und Fernsehen in Potsdam-Babelsberg.
Der Film wurde aus filmästhetischen Gründen in Schwarzweiß gedreht, der Arbeitstitel war Eine Reise durch die DDR. Der Kameramann Thomas Plenert, dessen behutsame Art maßgeblich zum Erfolg beigetragen hat, arbeitete hier erstmals mit Helke Misselwitz zusammen, seine Frau Gudrun Plenert war am Drehbuch beteiligt, die Dramaturgie lag in den Händen von Bernd Burkhardt.
Bei der Abnahme des Films soll der Filmminister Horst Pehnert nach dem Ende der Vorführung nur kurz gesagt haben, dass der Film zu lang sei und dass er sich entschuldige, keine Frau zu sein, und dann den Raum verlassen haben.

## Aufführungen
Am 28. September 1988 gab es die erste öffentliche Vorführung in der Akademie der Künste in Ost-Berlin.
Im Oktober 1988 wurde der Film auf dem 11. Nationalen Festival für Dokumentar- und Kurzfilme der DDR in Neubrandenburg gezeigt, und im November beim Internationalen Dokumentarfilmfestival in Leipzig, wo er zwei Preise gewann. Bei der anschließenden Diskussion gab es dort aus dem Publikum viel Lob, auf die Frage, wann dieser Film im DDR-Fernsehen gezeigt werde, antwortete aber ein Verantwortlicher nur kurz: Nie!.
Die offizielle Kino-Uraufführung fand am 2. Februar 1989 im Kino Toni in Berlin-Weißensee statt. Wenige Tage später konnte er auch beim Internationalen Forum des jungen Films bei der Berlinale in West-Berlin gezeigt werden. Der Film  erlebte in den folgenden Monaten in den Kinos der DDR ein lebhaftes Interesse, was für Dokumentarfilme ungewöhnlich war.
Im Fernsehen der DDR wurde er erst kurz nach der Maueröffnung am 15. November 1989 gesendet, bald danach im ZDF am 28. November 1989 in der Reihe Das kleine Fernsehspiel.
Er wurde auch erfolgreich im Ausland gezeigt, so im Harvard Film Archive in den USA 1990 (Goodby to winter), im Centre Pompidou in Paris 2007 (Adieu l'hiver), auf dem 18. Dokumentarfilmfestival in Tui 2022 erstmals in Spanien (Adiós, invierno) und auf dem Festival Entrevues in Belfort in Nordfrankreich 2025 (Adieu d'hiver).
2022 wurde eine restaurierte Fassung in der Edition Winter adé und andere Klassiker von Helke Misselwitz bei Absolut Medien auf DVD herausgegeben. Der Film wird bis in die Gegenwart zuweilen in Programmkinos und im Fernsehen gezeigt.

## Meinungen
Klaus M. Fiedler lobte in der Ost-CDU-Tageszeitung Neue Zeit 1988, dass Helke Misselwitz auf berührende Weise mit den einzelnen Schicksalen umgeht und zugleich ungeschminkte Bilder aus dem Alltag der DDR zeigt.

Und Volker Müller schwärmte im Neuen Deutschland 1988: 

„Mit Wärme und Zärtlichkeit erzählt die begabte Regisseurin von Glücksmomenten und schweren Prüfungen, von Arbeit, Ansprüchen und Träumen. Vom kurzen Blickwechsel bis zur Lebensgeschichte hat Heike Misselwitz verschiedenartigste Begegnungen festgehalten und sie zu einem fesselnden Reisebericht durch unseren Alltag montiert, reich an geistvollen Assoziationen und Pointen, an Entdeckungen bis ins feinste Detail. Ein Film über Frauen, aber nicht etwa nur für sie. Ein Film zum Thema ‚Wie soll man leben?‘“

Der Filmemacher und Juryvorsitzende Uli Gaulke bezeichnete Winter adé als einen der für ihn wichtigsten deutschen Dokumentarfilm aller Zeiten.

„Helke Misselwitz (...)  erzählt (...)  von einer Stimmung in der DDR, die letztendlich dazu geführt hat, dass es das Land wenig später nicht mehr gab. Den Film im Nachhinein und heute noch zu sehen bedeutet, diese Stimmung in den letzten Tagen eines sich auflösenden Landes zu spüren, was – als der Film gedreht wurde – noch keiner wusste, auch dass es so schnell geht. Aber das ist ein irres Zeitdokument. Da bleibt etwas hängen von dem Frauenbild, das es nur im Osten gab. Es waren Frauen, die gearbeitet haben, Kinder großgezogen haben, die ein relativ hartes Leben hatten, aber es auf ihre Art so kraftvoll gemeistert haben.“

Die langjährige Münchner Dokumentarfilmfestivalorganisatorin Ulla Weßler erinnerte sich an das Jahr 1989

„Auch Helke Misselwitz habe ich in diesem Jahr kennengelernt, mit ihrem Film Winter adé. Sie hatte kleine Aufkleber anfertigen lassen, die wir überall hinklebten. Lange befand sich auch einer in der Innenseite meiner Geldbörse. Winter adé ist ein Film, der mir sehr, sehr lange im Gedächtnis geblieben ist.“

Die Filmjournalistin Kirsten Taylor würdigte den Film

„Behutsam und nie beurteilend fragt die Regisseurin nach und entwirft mit ihren Interviews ein Bild der DDR-Gesellschaft, das nichts beschönigt, aber auch nicht direkt anklagt. Die schwarz-weißen Bilder von Thomas Plenert betonen diesen Ansatz. Seine Kamera lässt sich oft Zeit, erkundet Gesichter oder Räume. (...) 
Was die Situation der Frauen betrifft, zeigt der Film erstaunliche Parallelen zur Gegenwart, etwa wenn die Protagonistinnen von ungleicher Bezahlung und wenigen Frauen in Führungspositionen oder von den finanziellen und sozialen Nöten als alleinerziehende Mutter erzählen. (...) Dass Menschen in einem autoritären Staat sich so offen vor der Kamera zeigten, war neu und aufregend. (...)  
Winter adé spürt das Spannungsverhältnis zwischen politischem Ideal und realem Alltag in der DDR auf.“

Die 20-jährige Finnin Kirsi Liimatainen sah den Film 1988 in der DDR und wurde bestärkt, dass ich ich als Frau so sein durfte, wie ich war, und als Person einen Wert habe – so wie ich bin. Zehn Jahre später studierte sie bei Helke Misselwitz in Potsdam-Babelsberg und ist inzwischen eine bekannte Filmregisseurin in Finnland.
Das Lexikon des internationalen Films befand

„Der Zug durcheilt die vier Jahreszeiten und die Lebenszeiten verschiedener Frauengenerationen, um zu einer allgemein verbindlichen Aussage zu kommen. (...)  Eine sensible Dokumentation, die politische Tabus bricht, außerordentlich auch durch die eindrucksvolle Kameraarbeit. – Sehenswert ab 14.“

## Auszeichnungen und Ehrungen
Filmpreise
- 1988: 31. Internationale Leipziger Dokumentar- und Kurzfilmwoche für Kino und Fernsehen: Silberne Taube und FIPRESCI-Preis[30]
- 1988 Findlingspreis der Jugendklubs der DDR[31]
- 1989 Konrad-Wolf-Preis, für Helke Misselwitz[32]

Weitere Ehrungen
- 2009 Titel einer Reihe deutscher und ostmitteleuropäischer Filme der Jahre 1988/1989, der Kulturstiftung des Bundes und der Deutschen Kinemathek, bei der Berlinale zuerst gezeigt, als einziger Dokumentarfilm[33]

- 2014 Titel einer Reihe von zehn DEFA-Filmen auf dem Hamburger Filmfest, vorgeschlagen vom Regisseur Andreas Dresen, dort als einziger Dokumentarfilm[34]